# Heliga Trefaldighets kyrka, Morecambe
För andra betydelser, se Heliga Trefaldighets kyrka.
Heliga Trefaldighets kyrka (Holy Trinity Church) är en anglikansk kyrka i Morecambe, Lancashire, England. Den är församlingskyrka i Blackburn. Den uppfördes efter ritningar av Edmund Sharpe samt av Austin och Paley.
Kyrkan är kulturminnesmärkt.